# رباعي أضلاع ثنائي المركز

مسامية بونسيليه للرباعي ثنائي المركز ABCD و EFGH

في الهندسة الإقليدية الشكل الرباعي هو: محدب رباعي الذي لديه على حد سواء دوائر داخلية وخارجية ودائرة محيطية. ويطلق على أنصاف أقطار وسط هذه الدوائر: (نصف القطر، محيط دائري، المركز، محيط المركز) على التوالي. ويترتب على التعريف أن الأشكال الرباعية ثنائية المركز لها جميع خصائص كل من الأشكال الرباعية العرضية والرباعية الحلقية.
هناك أسماء أخرى لهذه الأشكال الرباعية وهي:
وتر-الظل الشكل الرباعي ، والشكل الرباعي منقوش ومحدود.
ونادرًا ما يُطلق عليه اسم رباعي الدائرة المزدوجة ، ورباعي أضلاع مكتوب بخطين.
إذا كانت دائرتان واحدة داخل الأخرى، وهناك دائرة ومحيط المركز لشكل رباعي ثنائي المركز؛ فإن كل نقطة على الدائرة هي رأس شكل رباعي ثنائي المركز له نفس الدائرة ومحيط المركز. وهذه نتيجة طبيعية لبورمية بونسيليه والتي أثبتها عالم الرياضيات الفرنسي جان فيكتور بونسيليه
عام (1788-1867).

## حالات خاصة

طائرة ورقية صحيحة

بعض أمثلة الأشكال الرباعية ثنائية المركز: المربعات، والطائرات الورقية اليمنى، وأشباه المنحرفات العرضية متساوية الساقين.

## التوصيفات

رباعي ثنائي المركز ABCD وملامسه الرباعي WXYZ

يكون الشكل الرباعي المحدب (ABCD) مع الأضلاع (a, b, c, d)
ثنائي المركز إذا وفقط إذا كانت الأضلاع المتقابلة تفي بنظرية بيتوت في الأشكال الرباعية المماسية والخاصية الرباعية الدورية التي تكون الزوايا المتقابلة مكملة لها.
هذا هو:
{\displaystyle {\begin{cases}a+c=b+d\\A+C=B+D=\pi .\end{cases}}}
هناك ثلاثة توصيفات أخرى تتعلق بالنقاط التي تكون فيها الدائرة في شكل رباعي مماسي مماسًا للجوانب. فإذا كان المماس مماسًا للأضلاع AB و BC و CD و DA عند النقاط W و X و Y و Z على التوالي، فإن الشكل الرباعي المماسي ABCD يكون دوريًا أيضا إذا وفقط إذا كان أي من هذه الشروط الثلاثة التالية تنطبق عليه:
- WY عمودي على XZ
- {\displaystyle {\frac {AW}{WB}}={\frac {DY}{YC}}}
- {\displaystyle {\frac {AC}{BD}}={\frac {AW+CY}{BX+DZ}}}

أول هذه المسائل الثلاث تعني: أن الاتصال الرباعي ل WXYZ هو:
رباعي الأضلاع المتعامد.
إذا كانت النقاط E و F و G و H هي نقاط المنتصف للأضلاع WX و XY و YZ و ZW على التوالي؛ فإن الشكل الرباعي المماسي ABCD يكون أيضًا دوريًا إذا وفقط إذا كان الشكل الرباعي EFGH مستطيلًا.
وفقًا لتوصيف آخر، إذا كانت I في مركز شكل رباعي أضلاع مماسي حيث تتقاطع امتدادات الأضلاع المتقابلة عند J و K، فإن الشكل الرباعي يكون أيضًا دوريًا إذا وفقط إذا كان JIK زاوية قائمة.
هناك شرط آخر ضروري وشرط كاف وهو: أن الشكل الرباعي المماسي ABCD يكون دوريًا إذا وفقط إذا كان خط نيوتن متعامدًا مع خط نيوتن من ملامسته الرباعية WXYZ. (خط نيوتن للشكل الرباعي هو الخط المحدد بنقاط المنتصف لأقطارها).

## بناء

ABCD رباعي المركزين مع الاتصال الرباعي WXYZ. انظر الرسوم المتحركة هنا

هناك طريقة بسيطة لبناء رباعي ثنائي المركز.
إبدأ بالدائرة Cr حول مركز I مع نصف القطر r ، ثم ارسم اثنين من الحبلين المتعامدين مع بعضهما البعض WY و XZ في دائرة Cr. عند نقاط نهاية الأوتار ارسم الظلال a و b و c و d إلى الدائرة. تتقاطع هذه النقاط عند أربع نقاط A و B و C و D ، وهي رؤوس الشكل الرباعي ثنائي المركز. لرسم دائرة محيطية، ارسم منصفين عموديين p1 و p2 على جانبي الشكل الرباعي ثنائي المركز a,b على التوالي. يتقاطع المنصفان العموديان p1 و p2 في المركز O للدائرة CR مع المسافة x إلى المركز I من الدائرة Cr. ويمكن رسم الدائرة حول المركز O.
ترجع صحة هذا البناء إلى التوصيف في الشكل الرباعي المماسي ABCD الذي يكون لرباع الرباعي الملامس للنقاط WXYZ أقطار متعامدة إذا وفقط إذا كان الرباعي المماسي دوريًا أيضًا.

## منطقة / مساحة

### الصيغ من حيث أربع كميات
يمكن التعبير عن المنطقة / المساحة K في الشكل الرباعي ثنائي المركز من حيث أربع كميات من الشكل الرباعي بعدة طرق مختلفة. إذا كانت الأضلاع a, b, c, d ، فإن المنطقة تُعطى بواسطة:
{\displaystyle \displaystyle K={\sqrt {abcd}}.}
مثل هذه الحالة الخاصة من صيغة براهماجوبتا يمكن اشتقاقها مباشرة من الصيغة المثلثية لمساحة الشكل الرباعي المماسي. لاحظ أن العكس لا ينطبق؛ لإن بعض الأشكال الرباعية غير ثنائية المركز يكون لها مساحة أيضًا، {\displaystyle \displaystyle K={\sqrt {abcd}}.}. أحد هذه الأمثلة على مثل هذا الشكل الرباعي هو: المستطيل غير المربع.
ويمكن أيضًا التعبير عن المنطقة بدلالة أطوال الأضلاع المماسية e و f و g و h مثل  :ص.128:
{\displaystyle K={\sqrt[{4}]{efgh}}(e+f+g+h).}
صيغة مساحة الشكل الرباعي ثنائي المركز ABCD مع المركز I هي:
{\displaystyle K=AI\cdot CI+BI\cdot DI.}
إذا كان الشكل الرباعي ثنائي المركز له أضلاع مماسية k و l ، وأقطار p، q ، فإن له مساحة  :ص.129 :
{\displaystyle K={\frac {klpq}{k^{2}+l^{2}}}.}
إذا كانت k ، l هي أوتار المماس، و m ، n هي ثنائية البعد للشكل رباعي الأضلاع، فيمكن حساب المنطقة باستخدام الصيغة التالية:
{\displaystyle K=\left|{\frac {m^{2}-n^{2}}{k^{2}-l^{2}}}\right|kl}
لا يمكن استخدام هذه الصيغة إذا كان الشكل الرباعي هو طائرة ورقية قائمة الزاوية، لأن المقام في هذه الحالة يساوي صفر.
إذا كانت M و N هما نقطتا منتصف الأقطار، و E و F هما نقطتا تقاطع امتدادات الأضلاع المتقابلة، فإن مساحة الشكل الرباعي ثنائي المركز يتم إعطاؤها بواسطة:
{\displaystyle K={\frac {2MN\cdot EI\cdot FI}{EF}}}
حيث I مركز الدائرة.

### الصيغ من حيث الكميات الثلاث
يمكن التعبير عن مساحة الشكل الرباعي ثنائي المركز بدلالة ضلعين متقابلين والزاوية θ بين الأقطار وفقًا لـ:
{\displaystyle K=ac\tan {\frac {\theta }{2}}=bd\cot {\frac {\theta }{2}}.}
بدلالة زاويتين متجاورتين ونصف قطر الدائرة(r)، تُعطى المساحة من خلال:
{\displaystyle K=2r^{2}\left({\frac {1}{\sin {A}}}+{\frac {1}{\sin {B}}}\right).}
المنطقة معطاة بدلالة محيط نصف القطر(R) مثل نصف القطر(r) .
{\displaystyle K=r(r+{\sqrt {4R^{2}+r^{2}}})\sin \theta }
حيث θ هي قد تكون زاوية بين الأقطار.
إذا كانت M و N هما نقطتا منتصف الأقطار، و E و F هما نقطتا تقاطع امتدادات الأضلاع المتقابلة، فيمكن أيضًا التعبير عن المنطقة:
{\displaystyle K=2MN{\sqrt {EQ\cdot FQ}}}
حيث Q هي قدم العمود العمودي على الخط EF عبر مركز الدائرة.

### عدم المساواة
إذا كانت r و R هما نصف القطر ومحيط نصف القطر على التوالي، فإن المنطقة K تحقق المتباينة.
{\displaystyle \displaystyle 4r^{2}\leq K\leq 2R^{2}.}
لا توجد مساواة في كلا الجانبين إلا إذا كان الشكل الرباعي مربعًا.
متباينة أخرى في المنطقة في  :ص.39,#1203
{\displaystyle K\leq {\tfrac {4}{3}}r{\sqrt {4R^{2}+r^{2}}}}
حيث (r) هي نصف القطر، و (R) هي محيط نصف القطر على التوالي.
هناك متباينة مشابهة تعطي a حدًا على المنطقة تكون أكثر وضوحًا من سابقتها.
{\displaystyle K\leq r(r+{\sqrt {4R^{2}+r^{2}}})}
يمكن الاحتفاظ بالمساواة؛ إذا وفقط إذا كان الشكل الرباعي هو طائرة ورقية قائمة الزاوية.
بالإضافة إلى ذلك، مع الجوانب a و b و c و d و نصف المحيط s:
{\displaystyle 2{\sqrt {K}}\leq s\leq r+{\sqrt {r^{2}+4R^{2}}};}:ص.39,#1203
{\displaystyle 6K\leq ab+ac+ad+bc+bd+cd\leq 4r^{2}+4R^{2}+4r{\sqrt {r^{2}+4R^{2}}};}:ص.39,#1203
{\displaystyle 4Kr^{2}\leq abcd\leq {\frac {16}{9}}r^{2}(r^{2}+4R^{2}).}:ص.39,#1203

## صيغ الزاوية
إذا كانت a, b, c, d هي طول الأضلاع AB ، BC ، CD ، DA على التوالي في الشكل الرباعي ثنائي المركز ABCD، فيمكن حساب زوايا رأسه باستخدام دالة الظل:
{\displaystyle \tan {\frac {A}{2}}={\sqrt {\frac {bc}{ad}}}=\cot {\frac {C}{2}},}
{\displaystyle \tan {\frac {B}{2}}={\sqrt {\frac {cd}{ab}}}=\cot {\frac {D}{2}}.}
باستخدام نفس الرموز، بالنسبة لوظائف الجيب وجيب التمام، فإن الصيغ التالية تحمل:
{\displaystyle \sin {\frac {A}{2}}={\sqrt {\frac {bc}{ad+bc}}}=\cos {\frac {C}{2}},}
{\displaystyle \cos {\frac {A}{2}}={\sqrt {\frac {ad}{ad+bc}}}=\sin {\frac {C}{2}},}
{\displaystyle \sin {\frac {B}{2}}={\sqrt {\frac {cd}{ab+cd}}}=\cos {\frac {D}{2}},}
{\displaystyle \cos {\frac {B}{2}}={\sqrt {\frac {ab}{ab+cd}}}=\sin {\frac {D}{2}}.}
يمكن حساب الزاوية θ بين الأقطار من العلاقة:
{\displaystyle \displaystyle \tan {\frac {\theta }{2}}={\sqrt {\frac {bd}{ac}}}.}

## نصف القطر و محيط نصف القطر
يتم تحديد نصف القطر(r) لرباعي ثنائي المركز بواسطة الجوانب a,b,c,d
وفقًا لـ:
{\displaystyle \displaystyle r={\frac {\sqrt {abcd}}{a+c}}={\frac {\sqrt {abcd}}{b+d}}.}
تعطى الدائرة المحيطية (R) كحالة خاصة من صيغة باراميشفارا إنها:
{\displaystyle \displaystyle R={\frac {1}{4}}{\sqrt {\frac {(ab+cd)(ac+bd)(ad+bc)}{abcd}}}.}
يمكن التعبير أيضا عن نصف القطر(r) من حيث أطوال الظل المتتالية
e ، f ، g ، h وفقًا لـ  :ص. 41
{\displaystyle \displaystyle r={\sqrt {eg}}={\sqrt {fh}}.}
هاتان الصيغتان هما في الواقع شرطان ضروريان وكافيان ليكون رباعي الأضلاع المماسي مع نصف القطر(r) دوريًا.
الأضلاع الأربعة a, b, c, d في شكل رباعي ثنائي المركز هي الحلول الأربعة للمعادلة الرباعية.
{\displaystyle y^{4}-2sy^{3}+(s^{2}+2r^{2}+2r{\sqrt {4R^{2}+r^{2}}})y^{2}-2rs({\sqrt {4R^{2}+r^{2}}}+r)y+r^{2}s^{2}=0}
حيث s هو مقياس نصف القطر، و r و R هما نصف القطر و محيط نصف القطر على التوالي. :ص. 754
إذا كان هناك رباعي ثنائي المركز مع نصف القطر(r) وأطوال مماسها
e,g, h, f ، إذن يوجد هناك رباعي ثنائي المركز مع r v نصف القطر، وأطوال مماسها هي: e v ، f v ، g v ، h v ، حيث v قد يكون أي رقم حقيقي. :ص.9–10
الشكل الرباعي ثنائي المركز له مسافة نصف قطر أكبر من أي رباعي مماسي آخر له نفس تسلسل أطوال الأضلاع. :ص.392–393

### عدم المساواة
يلبي محيط نصف القطر(R) و نصف القطر(r) المتباينة:
{\displaystyle R\geq {\sqrt {2}}r}
التي تم إثباتها من قبل لاسلو فيغيه توث في عام 1948. يتم الحفاظ عليها بالمساواة فقط عندما تكون الدائرتان متحدة المركز (لهما نفس المركز مثل بعضهما البعض)، بعد ذلك يكون الشكل الرباعي هو مربع. ويمكن إثبات عدم المساواة بعدة طرق مختلفة، أحدها باستخدام المتباينة المزدوجة للمنطقة أعلاه.
امتداد لعدم المساواة السابقة هو  :ص. 141:
{\displaystyle {\frac {r{\sqrt {2}}}{R}}\leq {\frac {1}{2}}\left(\sin {\frac {A}{2}}\cos {\frac {B}{2}}+\sin {\frac {B}{2}}\cos {\frac {C}{2}}+\sin {\frac {C}{2}}\cos {\frac {D}{2}}+\sin {\frac {D}{2}}\cos {\frac {A}{2}}\right)\leq 1}
حيث توجد مساواة على كلا الجانبين إذا وفقط إذا كان الشكل الرباعي
مربعًا. :ص. 81
يعوض نصف محيط s لرباعي ثنائي المركز  :ص.13
{\displaystyle {\sqrt {8r\left({\sqrt {4R^{2}+r^{2}}}-r\right)}}\leq s\leq {\sqrt {4R^{2}+r^{2}}}+r}
حيث r و R هما نصف القطر و محيط نصف القطر على التوالي.
علاوة على ذلك ، انظر: :ص.39,#1203
{\displaystyle 2sr^{2}\leq abc+abd+acd+bcd\leq 2r(r+{\sqrt {r^{2}+4R^{2}}})^{2}}
و
{\displaystyle abc+abd+acd+bcd\leq 2{\sqrt {K}}(K+2R^{2}).} :ص.62,#1599

## المسافة بين المركز والمركز المحيط

ABCD رباعي المركزين مع المحصل I ومحيط المركز O

### نظرية فوس
تعطي نظرية فوس علاقة بين نصف القطر(r)، ونصف القطر المحيطي(R) والمسافة (x) بين المركز I والمركز المحيط O، لأي رباعي ثنائي المركز. بهذه العلاقة:
{\displaystyle {\frac {1}{(R-x)^{2}}}+{\frac {1}{(R+x)^{2}}}={\frac {1}{r^{2}}},}
أو مكافئ
{\displaystyle \displaystyle 2r^{2}(R^{2}+x^{2})=(R^{2}-x^{2})^{2}.}
اشتقها نيكولاس فوس (1755-1826) عام 1792 لحل عوائد x.
{\displaystyle x={\sqrt {R^{2}+r^{2}-r{\sqrt {4R^{2}+r^{2}}}}}.}
تقول نظرية فوس وهي النظير لنظرية أويلر للمثلثات ثنائية المركز أنه: إذا كان الشكل الرباعي ثنائي المركز؛ فإن دائرته المرتبطة بهما مرتبطة وفقًا للمعادلات أعلاه. في الواقع ينطبق العكس أيضًا، بالنظر إلى دائرتين (إحداهما داخل الأخرى) مع محيط نصف قطر R و نصف القطر r والمسافة x بين مركزيهما، مما يفي بشرط نظرية فوس وهي: أنه يوجد رباعي محدب محفور في إحداهما وماس للآخر  (ثم من خلال نظرية الإغلاق لبونسيليه، يوجد عدد لانهائي منهم).
تطبيق {\displaystyle x^{2}\geq 0} للتعبير عن نظرية فوس لـ x بدلالة r و R ، وهي طريقة أخرى للحصول على عدم المساواة المذكورة أعلاه {\displaystyle R\geq {\sqrt {2}}r.} القانون هو في :ص.5.
{\displaystyle 2r^{2}+x^{2}\leq R^{2}\leq 2r^{2}+x^{2}+2rx.}

### معادلة كارليتس
هناك معادلة أخرى للمسافة x بين مركز الدائرة والدائرة المحيطية ترجع إلى عالم الرياضيات الأمريكي ليونارد كارليتس (1907-1999). تنص على أن:
{\displaystyle \displaystyle x^{2}=R^{2}-2Rr\cdot \mu }
حيث r و R هما دوائر نصف القطر وودائرة نصف القطر المحيط على التوالي.
{\displaystyle \displaystyle \mu ={\sqrt {\frac {(ab+cd)(ad+bc)}{(a+c)^{2}(ac+bd)}}}={\sqrt {\frac {(ab+cd)(ad+bc)}{(b+d)^{2}(ac+bd)}}}}
حيث a, b, c, d هي جوانب الشكل الرباعي ثنائي المركز.

### عدم المساواة في أطوال وجوانب الظل
بالنسبة لأطوال الظل e ، f ، g ، h تحمل المتباينات التالية: :ص.3
{\displaystyle 4r\leq e+f+g+h\leq 4r\cdot {\frac {R^{2}+x^{2}}{R^{2}-x^{2}}}}
و
{\displaystyle 4r^{2}\leq e^{2}+f^{2}+g^{2}+h^{2}\leq 4(R^{2}+x^{2}-r^{2})}
حيث (r) هو نصف القطر، و(R) هو نصف القطر المحيط، و (x) هي المسافة ب والمحيط. والأضلاع a, b, c, d تحقق المتباينات في: ص 5.
{\displaystyle 8r\leq a+b+c+d\leq 8r\cdot {\frac {R^{2}+x^{2}}{R^{2}-x^{2}}}}
و
{\displaystyle 4(R^{2}-x^{2}+2r^{2})\leq a^{2}+b^{2}+c^{2}+d^{2}\leq 4(3R^{2}-2r^{2}).}

## خصائص أخرى للمولد
مركز الدائرة المحيطة ، ومركز الدائرة، وتقاطع الأضلاع القطرية في شكل رباعي ثنائي المركز متداخلة على خط واحد(لها نفس الإتجاه).
هناك المساواة التالية متعلقة بالمسافات الأربعة بين الوصلة I ورؤوس الشكل الرباعي ثنائي المركز ABCD:
{\displaystyle {\frac {1}{AI^{2}}}+{\frac {1}{CI^{2}}}={\frac {1}{BI^{2}}}+{\frac {1}{DI^{2}}}={\frac {1}{r^{2}}}}
حيث r هو نصف القطر.
إذا كان P هو تقاطع الأقطار في شكل رباعي ثنائي المركز ABCD مع المركز I، إذن:
{\displaystyle {\frac {AP}{CP}}={\frac {AI^{2}}{CI^{2}}}.}
االمتباينة المتعلقة بنصف القطر r و محيط نصف القطر R في شكل رباعي ثنائي المركز ABCD هي:
{\displaystyle 4r^{2}\leq AI\cdot CI+BI\cdot DI\leq 2R^{2}}
حيث I هو المركز.

## خصائص الأقطار
يمكن التعبير عن أطوال الأقطار في شكل رباعي ثنائي المركز من حيث الجانبين أو أطوال المماس، وهي صيغ التي تحمل شكل رباعي دائري ورباعي أضلاع مماسي على التوالي.
في الشكل الرباعي ثنائي المركز مع قطري p و q ، فإن المعادلة التالية تحمل:
{\displaystyle \displaystyle {\frac {pq}{4r^{2}}}-{\frac {4R^{2}}{pq}}=1}
حيث (r) هي دوائر نصف القطر و(R) هي دوائر نصف القطر المحيطعلى التوالي، ويمكن إعادة كتابة هذه المساواة على الشكل التالي:
{\displaystyle r={\frac {pq}{2{\sqrt {pq+4R^{2}}}}}}
أو حلها كمعادلة تربيعية لحاصل ضرب الأقطار على الصورة الآتية:
{\displaystyle pq=2r\left(r+{\sqrt {4R^{2}+r^{2}}}\right).}
المتباينة في حاصل ضرب قطري p ، q في شكل رباعي ثنائي المركز هي:
{\displaystyle \displaystyle 8pq\leq (a+b+c+d)^{2}}
حيث a, b, c, d هي الجوانب، وقد أثبت ذلك موراي س.كلامكين في عام (1967).

## أربعة محفزات تقع على دائرة
إذا افترضنا أن ABCD هو شكل رباعي ثنائي المركز و O مركز دائرتها. فتكمن محفزات المثلثات الأربعة OAB و OBC و OCD و ODA في الدائرة.